# Laemophloeus terminalis
Laemophloeus terminalis là một loài bọ cánh cứng trong họ Laemophloeidae. Loài này được Casey miêu tả khoa học năm 1884.